# Une vie de Pintade à Beyrouth.
 (mars 2025).
Motif : Est-il pertinent d'avoir un article détaillé pour chaque publication de la série Les Pintades ? Le tout sans sources secondaires...
- Archive Wikiwix
- Bing
- Cairn
- DuckDuckGo
- E. Universalis
- Gallica
- Google
- G. Books
- G. News
- G. Scholar
- Persée
- Qwant
- (zh) Baidu
- (ru) Yandex
- (wd) trouver des œuvres sur Wikidata

| 1. | Préciser le motif de la pose du bandeau. | Précisez le motif de la pose du bandeau en utilisant la syntaxe suivante : {{admissibilité à vérifier\|date=mars 2025\|motif=remplacez ce texte par le motif}}                                      |
| 2. | Informer les utilisateurs concernés.     | Pensez à avertir le créateur de l'article, par exemple, en insérant le code ci-dessous sur sa page de discussion : {{subst:avertissement admissibilité à vérifier\|Une vie de Pintade à Beyrouth.}} |

 (mai 2024).
Si vous disposez d'ouvrages ou d'articles de référence ou si vous connaissez des sites web de qualité traitant du thème abordé ici, merci de compléter l'article en donnant les références utiles à sa vérifiabilité et en les liant à la section « Notes et références ».
Une vie de Pintade à Beyrouth est un guide touristique écrit par une journaliste française, Muriel Rozelier sous la direction de Layla Demay et Laure Watrin.

## Résumé
Une vie de Pintade à Beyrouth est un recueil de chroniques journalistiques et de bonnes adresses beyrouthines. L'ouvrage dépeint les modes de vie des habitantes de Beyrouth. Il recense environ 200 adresses d'établissements beyrouthins.

## Chapitres
- Belles de jour... comme de nuit[1]
- Majeures, mais tout à fait vaccinées[1]
- Chasse gardée[1]
- La noce dans l'âme[1]
- Divas domestiques[1]
- Jeunesse dés-orientée[1]
- Paraître c'est exister[1]
- Papillons[1]
- Eternelles jouvencelles[1]
- Conclusion[1]
- Remerciements[1]

## Ce titre dans d'autres formats et éditions
- 1 titre publié aux éditions Calmann-Lévy :
  - Muriel Rozelier, Layla Demay (dir.) et Laure Watrin (dir.) (ill. Margaux Motin), Une vie de Pintade à Beyrouth : Portraits piquants des Libanaises, Paris, Calmann-Lévy, coll. « Documents, Actualités, Société / Pintades », 7 octobre 2009, 1re éd., 416 p., 14 cm × 22,6 cm × 2,5 cm, couverture couleur, broché (ISBN 978-2-7021-4040-6 et 2-7021-4040-8, présentation en ligne)